# Ранчин, Андрей Михайлович
Андре́й Миха́йлович Ра́нчин (род. 19 ноября 1964 или 1964, Москва) — российский филолог, исследователь древнерусской словесности и культуры, литературный критик, писатель, публицист; профессор филфака МГУ, автор статей в БРЭ, автор целого ряда публикаций в толстых журналах.

## Биография
Андрей Михайлович Ранчин родился 19 ноября 1964 года в Москве.
- 1987 год — окончил отделение русского языка и литературы филологического факультета МГУ им. М. В. Ломоносова.
- 1993 год — окончил аспирантуру Института славяноведения и балканистики РАН.
- 1994 год — защитил кандидатскую диссертацию: «Княжеские жития в чешской и русской литературе древнейшего периода. Проблемы жанра и поэтики».
- 2001 — защитил диссертацию на соискание степени доктора филологических наук, по теме «Традиции русской поэзии XVIII—XX вв. в творчестве И. А. Бродского».

Он — профессор кафедры истории русской литературы филологического факультета МГУ.
Профессор кафедры ЮНЕСКО МИГСУ РАНХиГС при Президенте Российской Федерации.
Член редколлегии международного славистического журнала «Slavia Orientalis» (Польша).
Внештатный редактор научных книг в издательстве «Новое литературное обозрение».
Входит в Федеральный Реестр экспертов научно-технической сферы Минобрнауки России.
Внешний эксперт работ по филологии в НИУ ВШЭ, эксперт заданий ЕГЭ по литературе.

## Научная и общественная деятельность
Научные интересы: история древнерусской литературы, компаративистика, творчество Лескова, Л. Н. Толстого, Бродского, Бориса Акунина.
Автор более 300 работ по истории древнерусской литературы и русской литературы XVIII—XX веков. В своих работах он рассматривает историю древнерусской литературы и русской литературы XVIII—XX вв (творчество М. В. Ломоносова, Е. П. Ростопчиной, Н. С. Лескова, творчество Н. С. Лескова и древнерусская литература, литературные и философские традиции в поэзии И. А. Бродского, поэтика А. И. Солженицына).
Также он автор научных рецензий, публицистических статей, рецензий на произведения современных писателей, комментариев и предисловий к публикациям (Д. Л. Мордовцев, Е. П. Ростопчина, Н. С. Лесков, М. Н. Лонгинов).
Автор работ учебно-методического характера и повестей для детей. Андрей Михайлович как писатель дебютировал в серии «ЖЗЛ» в 2013 году с книгой «Борис и Глеб». Он — автор книг:
- 2007 — «Вертоград златословный: Древнерусская книжность в интерпретациях, разборах и комментариях»,
- 2017 — «Памятники Борисоглебского цикла: Текстология, поэтика, религиозно-культурный контекст»,
- 2021 — «Занимательная Древняя Русь»,
- 2022 — «Нестор Летописец»[3][4]
- и других.

Соавторы: Лаушкин А. В., Пауткин А. А., Архангельская А. В., Гладкова О. В., Демин А. С., Ивинский Д. П., Илюшин А. А., Катаев В. Б., Кириллин В. М., Кормилов С. И., Коровин В. Л., Коротченко М. А., Люстров М. Ю.
Всего на 2022 год
- 220 статей,
- 26 книг,
- 78 докладов на конференциях,
- 2 тезисов докладов,
- 5 НИР,
- 6 наград,
- 2 членства в редколлегиях журналов,
- 1 членство в редколлегии сборника,
- 12 членств в программных комитетах,
- 1 членство в диссертационном совете,
- 6 диссертаций,
- 7 дипломных работ,
- 3 курсовые работы,
- 26 учебных курсов,
- 19 выступлений в СМИ.

## Основные работы
- 1. К вопросу об текстологии Борисоглебского цикла // Вестник Московского университета. Сер. 9. Филология. 1987. № 1.
- 2. «Римский текст» Иосифа Бродского и русская поэзия 1910-х — 1920-х гг. // Анна Ахматова и русская культура начала XX века: Тезисы конференции. М., Совет по истории по истории мировой культуры АН СССР, Комиссия по комплексному изучению художественного творчества, 1989. С. 97-100.
- 3. «Римский текст» Иосифа Бродского и русская поэзия 1910-х — 1920-х гг. // Русская мысль. 1990. № 3822. 6 апреля. Литературное приложение № 9. С. IV. (Переиздание работы № 2).
- 4. Римский текст Иосифа Бродского и русская историософская традиция // Италия и славянский мир: Советско-итальянский симпозиум in honоrem Professore Ettore Lo Gatto. Сборник тезисов. М., Академия наук СССР, Институт славяноведения и балканистики, 1990. С. 106—107.
- 5. Клишированные цитаты и речевые стереотипы в поэзии Иосифа Бродского // Речевые и ментальные стереотипы в синхронии и диахронии: Тезисы конференции. М., Российская Академия наук, Институт славяноведения и балканистики, Научный центр общеславянских исследований (Цеслав), 1995. С. 96-100.
- 6. Авангардистский подтекст в поэзии И. Бродского: предварительные наблюдения // Литературный авангард: Особенности развития. Отв. ред. Л. Н. Будагова. М., Российская Академия наук, Институт славяноведения и балканистики, 1993. С. 170—187.
- 7. «Римский текст» Иосифа Бродского // Russian Literature. North Holland — Amsterdam, 1993. Vol. XXXIV. P. 471—486.
- 8. Философская традиция Иосифа Бродского // Литературное обозрение. 1993. № ¾. С. 3-13.
- 9. «…Ради речи родной, словесности»: О поэзии Иосифа Бродского // Стрелец: Альманах литературы, искусства и общественно-политической мысли. Париж-М.-Нью-Йорк, Третья волна, 1994. № 1(73). С. 135—146.
- 10. Подражания А. Д. Кантемиру и Г. Р. Державину в поэзии Иосифа Бродского // Изгнаничеството: Драма и мотивация. Завръщанието на съвременните славянски емигрантски литератури у дома. Съставител М. Карабелова. Академично издателство «Проф. Марин Дринов», издателство «Карина М». София, 1996. С. 73-90.
- 11. Поэзия Иосифа Бродского и русская классика // Литература. Еженедельное приложение к газете «Первое сентября». 1996. № 19. Май. С. 2-3.
- 12. «Человек есть испытатель боли…»: Религиозно-философские мотивы поэзии Бродского и экзистенциализм // Октябрь. М., 1997. № 1. С. 154—168.
- 13. Иосиф Бродский: поэтика цитаты // Русская словесность: научно-теоретический и методический журнал. М., Школа-Пресс, 1998. № 1. С. 36-41.
- 14. Ещё раз о Бродском и Ходасевиче // Новое литературное обозрение. М., 1998. № 32. С. 84-90.
- 15. Об одном поэтическом треугольнике: Пушкин — Ходасевич — Бродский // Вестник Московского университета. Сер. 9. Филология. Издательство Московского университета, 1998. № 3. С. 18-29.
- 16. Поэзия Иосифа Бродского и русская классика // Новое в школьных программах. Русская поэзия XX века. В помощь преподавателям, старшеклассникам и абитуриентам. Сост. С. Ф. Дмитренко. (Перечитывая классику. Вып. 19-20). Издательство Московского университета, 1998. С. 133—141. (Переиздание работы № 11).
- 17. Реминисценции из стихотворений Пушкина и Ходасевича в поэзии Иосифа Бродского // Русская литература. 1998. № 3. С. 68-82.
- 18. Древнерусская литература // Энциклопедия для детей. Т. 9. Русская литература. Ч. 1. От былин и летописей до классики XIX века. М., Аванта+, 1998.
- 19. Жития святых // Там же.
- 20. Паломничества и путешествия // Там же.
- 21. Николай Семёнович Лесков // Там же.
- 22. Лев Николаевич Толстой // Там же.
- 23. Статьи о древнерусской литературе. М., Диалог-МГУ, 1999.
- 24. Об одном поэтическом треугольнике: Пушкин — Ходасевич — Бродский // Пушкин: Сборник статей. Науч. ред. А. И. Журавлёва. Издательство Московского университета, 1999. С. 266—275. (Переиздание работы № 15).
- 25. Реминисценции из стихотворений А. С. Пушкина в лирике И. А. Бродского // А. С. Пушкин и мировая культура: Международная научная конференция. Материалы. Москва, 2-4 февраля 1999 года. М., Московский государственный университет, филологический факультет, 1999. С. 154—155.
- 26. «Служенье муз чего-то там не терпит»: Иосиф Бродский и поэзия Пушкина // Стрелец: Альманах литературы, искусства и общественно-политической мысли. Париж-М.-Нью-Йорк, Третья волна, 1999. № 1(81). С. 214—234.
- 27. Житие Феодосия Печерского: к исследованию структуры текста // Макариевские чтения. Вып. VI. Канонизация святых на Руси. Можайск, 1999. С. 384—392
- 28. «Архипелаг ГУЛаг» как художественный текст // Известия Академии наук. Серия литературы и языка. 1999. Т. 58. № 5-6. С. 1-8.
- 29. «Я пью один…» (анализ стихотворения А. С. Пушкина «19 октября» 1825 г. // Новое литературное обозрение. 1999. № 37.
- 30. Реминисценции из стихотворений А. С. Пушкина в лирике И. А. Бродского (тезисы доклада) // А. С. Пушкин и мировая культура: Международная научная конференция: Материалы. Москва, 2-4 февраля 1999 г.
- 31. [Рецензия на кн.: Семидесятые как предмет истории русской культуры. Сост. К. Ю. Рогов. М.; Венеция, 1998 (Россия/Russia. Вып. 1(9))] // Новое литературное обозрение. 1999. № 35.
- 32. [Рецензия на кн.: Синицына Н. В. Третий Рим: Истоки и эволюция русской средневековой концепции (XV—XVI вв.) М., 1998] // Там же. № 36.
- 33. [Рецензия на кн.: Юрганов А. Л. Категории русской средневековой культуры. М., 1998] // Там же. № 38.
- 34. «Печаль без горя и забот» (анализ стихотворения А. С. Пушкина «19 октября» 1825 г.) // Литература. Еженедельное приложение к газете «Первое сентября». 1999. № 18 (297).
- 35. Семинарий «Герой нашего времени» М. Ю. Лермонтова // Там же. 1999. № 25 (304)
- 36. Литература «самиздата» (поэзия) // Энциклопедия для детей. Т. 9. Русская литература. Ч. 2. XX век. М., Аванта+, 1999. С. 454—463.
- 37. Александр Исаевич Солженицын // Там же. С. 521—532.
- 38. Текстология // Там же. С. 509—606.
- 39. Александр Николаевич Веселовский // Там же. С. 641—649.
- 40. Дмитрий Сергеевич Лихачёв // Там же. С. 676—677.
- 41. Борис и Глеб: История становления Руси. Повесть. М., Белый город, 2000 (Изд. 2-е. М., Белый ветер, 2001) (Серия «История России»).
- 42. «Я родился и вырос в балтийских болотах, подле…»: поэзия Иосифа Бродского и «Медный Всадник» Пушкина // Новое литературное обозрение. М., 2000. № 45. С. 166—180.
- 43. «Вирши» Генриха Сапгира // Новое литературное обозрение. 2ООО. № 41. С. 242—256.
- 44. Тройные повторы в Житии Сергия Радонежского // Макарьевские чтения. Материалы VII российской научной конференции, посвящённой памяти святителя Макария. Вып. VII. Можайск, 2ООО. С.468 −482.
- 45. «Дети дьявола»: убийцы страстотерпца // Миф в культуре: человек — не-человек. М., Российская Академия наук, Институт славяноведения, 2ООО. С. 161—168.
- 46. Мотив «fin de siecle» в поэзии Иосифа Бродского // Русская литература XX века: Материалы Международной научной конференции. Москва, МГУ им. М. В. Ломоносова, 24-25 ноября 2000 года. М., МАКС Пресс, 2000. С. 267—268.
- 47. Healing versus doctoring: Some observations on the tale about monk Agapit and the Armenian doctor in the Kievan Cave Paterikon // Средневековата медицина: Текстове, практики, институции. Международна интердисциплинарна конференция. Резюмета. [Б. м.], 2ООО. С. 6.
- 48. Харизма власти, или Potentas semioticae [Рец. на кн.: Успенский Б. А. Царь и патриарх: харизма власти в России. М., 1998] // Новое литературное обозрение. 2000. № 42. С. 345—353.
- 49. [Рец. на кн.: Гогешвили А. А. Три источника «Слова о полку Игореве»] // Там же. № 44. С. 370—371.
- 50. Рец. на кн.: Ужанков А. Н. Из лекций по истории русской литературы XI — первой трети XVIII вв.: «Слово о Законе и Благодати» Илариона Киевского // Там же. № 44. С. 371—373.
- 51. [Рецензия на кн.: Гордин Я. Перекличка во мраке. Иосиф Бродский и его собеседники. СПб., 2000] // Новое литературное обозрение. 2001. № 47. С. 431—433.
- 52. [Рецензия на кн.: Келебай Е. Поэт в доме ребёнка (пролегомены к философии творчества Иосифа Бродского). М., 2000] // Новое литературное обозрение. 2001. № 49. С. 492—495.
- 53. Комментарий к «Сказанию о Борисе и Глебе» // Слово Древней Руси (серия «Библиотека славянской литературы»). М., 2000. С. 102—107.
- 54. Комментарий к «Житию Феодосия Печерского» // Там же. С. 163—173.
- 55. Комментарий к «Киево-Печерскому патерику» // Там же. С. 275—279.
- 56. Иосиф Бродский и русская поэзия XVIII—XX веков. М,, Макс Пресс, 2001. — 206 с.
- 57. «На пиру Мнемозины»: Интертексты Бродского. М., Новое литературное обозрение, 2001 (Научная библиотека «Нового литературного обозрения». Вып. ХХХ). — 464 с.
- 58. Князья и монахи в Киево-Печерском патерике // Макарьевские чтения. Вып. VIII. Русские государи — покровители православия. Материалы VIII Российской научной конференции, посвящённой Памяти Святителя Макария. Можайск, Терра, 2001.
- 59. О принципах герменевтического изучения древнерусской словесности // Древняя Русь: Вопросы медиевистики. 2001. Июнь. № 2(4).
- 60. Духовные стихи // Литературная энциклопедия терминов и понятий. Гл. ред. и сост. А. Н. Николюкин. М., Интелвак, 2001.
- 61. «Лёгкая поэзия» // Там же.
- 62. Летопись // Там же.
- 64. Повесть древнерусская // Там же.
- 65. Старопечатная книга русская // Там же.
- 66. «Три единства» // Там же.
- 67. «Три стиля» // Там же.
- 68. Шестоднев // Там же.
- 69. Первый век русской литературной критики // Русская критика XVIII века. М., Олимп — АСТ, 2002 (вступление).
- 70. [Рецензия на кн.: Гордин Я. Перекличка во мраке. Иосиф Бродский и его собеседники. СПб., 2000] // Новое литературное обозрение. 2001. № 47.
- 71. [Рецензия на кн.: Келебай Е. Поэт в доме ребёнка (пролегомены к философии творчества Иосифа Бродского. М., 2000] // Там же. № 49.
- 72. [Рецензия на кн.: Л. Мюллер. Понять Россию: Статьи о русской литературе и культуре. М., 1999] // Там же. № 48.
- 73. [Рецензия на кн.: Е. Л. Конявская. Проблема авторства в русской литературе XI—XV веков. М., 2000] // Там же. № 49.
- 74. [Рецензия на 1-й номер журнала «Древняя Русь: Вопросы медиевистики»] // Там же. № 49.
- 76. К поэтике имён и фамилий персонажей Н. С. Лескова // Юбилейная международная конференция по гуманитарным наукам, посвящённая 70-летию Орловского гос. ун-та. Мат-лы. Вып. 1. Н. С. Лесков (ОГУ, сент. 2001). Орёл, 2001.
- 77. Древнерусская литература (совместно с В. В. Кусковым и А. А. Пауткиным) // История русской литературы: Программа дисциплины. Текстология русской литературы. Программы гос. ун-тов. Изд-во Моск. ун-та, 2001.
- 78. Раздел «Древнерусская литература» в Программе курса «Компаративистика». М., Изд-во Моск. ун-та, 2001.
- 79. О «неявной» символике в древнерусской агиографии // Мир житий. Сборник материалов конференции (Москва, 3-5 октября 2001 г.). М,, Кругъ, Имидж-Лаб, 2002. С. 65-71.
- 80. К вопросу о билеизмах в древнерусском летописании (в соавторстве с А. В. Лаушкиным) // Вопросы истории. 2002. № 1. С. 125—137.
- 81. Символика в «Войне и мире»: Из опыта комментирования // Литература. 2005. № 17;
- 82. Вступительная статья и комментарии к изд.: Толстой Л. Н. Собр. соч.: В 8 т. М.: Астрель, 2006;
- 83. Кто и зачем вяжет в «Войне и мире» // Собрание сочинений: К шестидесятилетию Льва Иосифовича Соболева. М.: Время, 2006;
- 84. «Злато слово слезами смешено». «Тёмные места» и загадки «Слова о полку Игореве» в исследованиях последних лет // Литература. 2006. № 15;
- 85. [Статья-рецензия на кн.: Полухина В. Иосиф Бродский глазами современников. Ч. 2; Иосиф Бродский. Большая книга интервью] // Критическая масса. 2006. № 2;
- 86. Путеводитель по «Слову о полку Игореве». М.: Издательство Московского университета, 2007;
- 87. Вертоград златословный: Древнерусская книжность в интерпретациях, разборах и комментариях. М.: Новое литературное обозрение, 2007.
- 88. Некоторые наблюдения над реминисценциями из Священного Писания в памятниках Борисоглебского цикла // А. М. Панченко и русская культура: Исследования и материалы / Отв. ред. С. А. Кибальник и А. А. Панченко. СПб.: Пушкинский Дом (ИРЛИ РАН), 2008.
- 89. Трансформация героического в «Войне и мире» Л. Н. Толстого: Отечественная война 1812 года // Russian Studies. Korea, 2008. Vol. 18. No 1.
- 90. Экзистенциализм по-русски, или Самоубийство Серебряного века: «Распад атома» Георгия Иванова // Нева. 2009. № 9.
- 91. Пространственная структура повести Н. В. Гоголя «Страшная месть» и древнерусская словесность // Вестник Моск. ун-та. Сер. 9. Филология. 2009. № 2.
- 92. Ещё раз о тургеневской редактуре стихотворений Фета. Несколько полемических замечаний // Вопросы литературы. 2009. № 1.
- 93. Николай: символика имени в «Войне и мире» Л. Н. Толстого // Макариевские чтения. Христианская символика. Материалы XVI российской научной конференции памяти святителя Макария. Можайск, 2009. Вып. 16.
- 94. Ещё раз о композиции «помещичьих» глав первого тома поэмы Н. В. Гоголя «Мёртвые души» // Литературоведческий журнал. 2009. № 24.
- 95. Николай Семёнович Лесков // Виноград. Православный образовательный журнал. 2009. № 2 (28), 3 (29).
- 96. К интерпретации образа Плюшкина в поэме Н. В. Гоголя «Мёртвые души» // Н. В. Гоголь: русская и национальная литературы. Ереван, 2009.
- 97. «Червяк» в коконе, или Воскрешение Плюшкина: Замысел «Мёртвых душ» Н. В. Гоголя и его воплощение // Литература. 2009. № 7. 1—15 апреля 2009 г.
- 98. Толстой Лев Николаевич // Русские писатели: Биографии. М.: Аванта+; АСТ, 2009.
- 99. Несвоевременные мысли: о проекте реформ российского образования. Между бакалавром и магистром // Неприкосновенный запас. 2009. № 1 (63).
- 100. Несвоевременные мысли: о проекте реформ российского образования. [Статья вторая] // Неприкосновенный запас. 2009. № 3 (65).
- 101. Символистские подтексты «Незнакомки» // Вестник Православного Свято-Тихоновского гуманитарного ун-та. Филология. 2009. № 2 (16).
- 102. Путеводитель по поэзии А. А. Фета: Учебное пособие. М.: Изд-во МГУ, 2010.
- 103. Из наблюдений над символикой Л. Н. Толстого // The International Tolstoy Conference «Tolstoy, Live in Seoul». October 1, 2010-October 2. 2010. Korean Association of Russists, Institute of Russia-CIS Studies, Korea University, Institute for Russian and Altaic Studies, Chungbuk National University, 2010.
- 104. От бабочки к мухе. Метаморфозы поэтической энтомологии Иосифа Бродского // Новый мир. 2010. № 5.
- 105. «Загородите полю ворота!», или Как не должно трактовать «Слово о полку Игореве» // Вопросы литературы. 2010. № 2. Март-Апрель.
- 106. К интерпретации историко-богословского введения в «Чтении о Борисе и Глебе» преподобного Нестора // Книжность и книжники Древней Руси: Макариевские чтения. Вып. 17: Материалы XVII научной конференции памяти святителя Макария. Можайск, 2010.
- 107. В тени Пушкина, или Гоголь-2009: неюбилейные заметки о двухсотлетнем юбилее (Опыт иронического эссе) // Новое литературное обозрение. 2010. № 3 (103).
- 108. Две смерти: Князь Андрей и Иван Ильич // Октябрь. 2010. № 10.
- 109. Чернобыльник: об одном символе в рассказе Толстого «Хозяин и работник» // Литературоведческий журнал. 2010. № 27. К 100-летию ухода Л. Н. Толстого.
- 110. Сознание современного российского общества в комментариях Рунета // Неприкосновенный запас. 2010. № 1 (69).
- 111. «Мерзейшая мощь»: о конце эпохи Университета и о реформе российского высшего образования // Россия XXI. 2010. № 3. Май-июнь.
- 112. Древнерусская словесность и её интерпретации: Маргиналии к теме. Saarbrücken, Lambert Gmbh, 2011.
- 113. История «для бедных»: русские древности на телевидении, в кинематографе и в просветительской литературе // Новый мир. 2011. № 9.
- 114. Изучая жертву: комментарии на полях статьи Сергея Эрлиха // Новый мир. 2011. № 12.
- 115. Постмодернистское путешествие в пространстве и времени в романе Бориса Акунина «Алтын-толобас» // Russian Literature. Holland, 2011. Vol. LXIX-I.
- 116. Об одном мотиве в Житии Александра Невского // Воинство земное — воинство небесное: Материалы XVIII Всероссийской научной конференции памяти святителя Макария. Вып. 18. Можайск, 2011.
- 117. Ненужный Толстой: рецепция личности и творчества писателя в год столетнего юбилея // Неприкосновенный запас. 2011. № 6.
- 118. Филология или философия? В. Н. Топоров и изучение древнерусской агиографии // Россия XXI. 2011. № 1.
- 119. Что и почему едят помещики в поэме Н. В. Гоголя «Мёртвые души» // Коды повседневности в славянской культуре: Еда и одежда. Институт славяноведения РАН. СПб.: Алетейя, 2011.
- 120. Поэзия грамматики и грамматика поэзии: из размышлений над концепцией Романа Осиповича Якобсона (в соавторстве с А. А. Блокиной) // Teoria literatury w świetle językoznawstwa. Toruń, 2011.
- 121. Диск — лунный или солнечный? К интерпретации стихотворения Александра Блока «Незнакомка» // «Образ мира, в слове явленный…»: Сборник 70-летия профессора Ежи Фарыно. Siedlce: Institut Filologii Polskiei i Lingwistyki Stosowanej UP-H w Siedlcach, 2011.
- 122. Путеводитель по «Слову о полку Игореве»: Учебное пособие. М.: Изд-во МГУ, 2012.
- 123. А было ли «Слово…» в начале? «Слово о полку Игореве» и концепция академика А. А. Зализняка // Новый мир. 2012. № 6.
- 124. О топике в древнерусской словесности: к проблеме разграничения топосов и цитат // Древняя Русь: Вопросы медиевистики. 2012. № 3 (49).
- 125. «Полярный исследователь» Иосифа Бродского: текст и подтекст // Вопросы чтения: Сборник в честь Ирины Бенционовны Роднянской. М.: Изд-во РГГУ, 2012.
- 126. Интеллигенция-4: прошлое и настоящее // Россия XXI. 2012. № 2.
- 127. О поэтическом повторе в прозе: «Распад атома» Георгия Иванова (в соавторстве с А. А. Блокиной) // Повтор в художественном тексте / Powtórzenie w tekście artystycznym / Pod red, Annt Majmiskułow I Beaty Trojanowskiej. Bydgoszcz, 2012.
- 128. Свидригайлов, Ставрогин и поэтика извращения в «Распаде атома» Георгия Иванова // Ф. М. Достоевский и культура Серебряного века: Традиции, трактовки, трансформации (XIII Лосевские чтения). М., 2012.
- 129. Установление почитания Владимира Святого (По поводу концепции А. Поппэ) // «Русь исконная — Русь крещёная»: Материалы XIX Российской научной конференции памяти святителя Макария. Вып. 19. Можайск, 2012.
- 130. Борис и Глеб. М.: Молодая гвардия, 2013. ISBN 978-5-235-03635-2, 298 с.
- 131. Перекличка Камен: Филологические этюды. М.: Новое литературное обозрение. Москва, 2013. ISBN 978-5-4448-0077-5, 656 с.
- 132. «Слово о полку Игореве». Путеводитель. — СПб., Нестор-История, 2019.
- 133. Прикосновение к святости. Как читать древнерусскую литературу. — М.: Common Place, 2024. — 272 с.
- «…Ради речи родной, словесности…» О поэтике Иосифа Бродского. — М.: Новое литературное обозрение, 2025.- 504 с. — ISBN 978-5-4448-2575-4

## Награды
Лауреат премий:
- 1994 год — имени Юрия Тынянова
- 1995 год — имени Аркадия Белинкова альманаха «Стрелец».
- 2013 год — журнала «Новый мир».